# Renate-Charlotte Rabbethge
Renate-Charlotte Rabbethge, nata Hahn (Gottinga, 14 ottobre 1930 – 18 ottobre 2021), è stata una politica tedesca, membro dell'Unione Cristiano-Democratica di Germania ed europarlamentare dal 1979 al 1989.

## Biografia

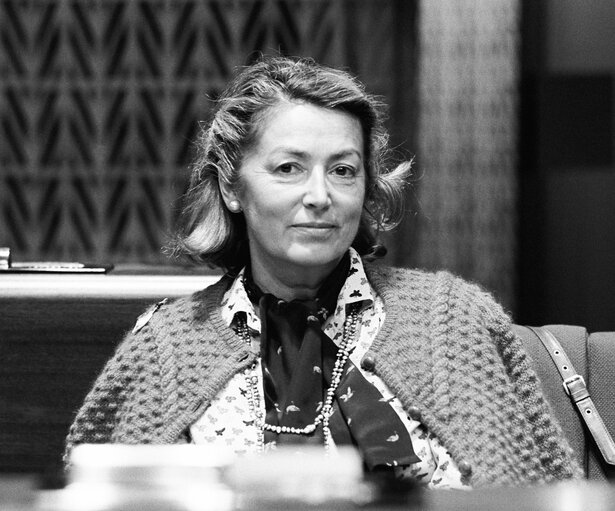
Renate-Charlotte Rabbethge nel 1982

Nata a Gottinga, dopo il diploma di scuola superiore, lavorò nel campo della corrispondenza estera per le aziende. Dal 1955 e per diversi anni, fu impiegata nel settore agricolo in Sudamerica.
Nel 1955, infatti, sposò l'imprenditore agricolo Matthias Rabbethge, pronipote del noto produttore di zucchero Matthias Christian Rabbethge. La coppia restò unita fino alla morte dell'uomo nel 2018. 
Nel 1973, Renate-Charlotte Rabbethge intraprese l'attività politica all'interno dell'Unione Cristiano-Democratica. Fu membro dell'Unione delle Donne e portavoce per gli affari europei nello Stato federale. Fu inoltre attiva nell'Unione europea delle donne (European Union of Women), di cui presiedette la sezione agricola tra il 1978 e il 1988, e nell'Unione Paneuropea, dove fu capo della sezione della Bassa Sassonia tra il 1990 e il 2006, nonché vicepresidente nazionale dal 1995.
Nel 1979 prese parte alla prima elezione diretta del Parlamento europeo e riuscì ad essere eletta eurodeputata. Aderì al Gruppo del Partito Popolare Europeo e fu membro della commissione per lo sviluppo e la cooperazione e della commissione per il controllo di bilancio. Alle europee del 1984 ottenne un secondo mandato dagli elettori, per poi lasciare il seggio nel 1989.
Nel 2013, lei e il marito furono insigniti del maggiore riconoscimento dell'Unione Paneuropea, la Medaglia Paneuropea al Merito perché "come coppia di sposi esemplare, hanno sempre servito insieme l'Europa e l'idea paneuropea – come attori politici, culturalmente ed economicamente".
Morì nell'ottobre del 2021, all'età di novantun anni.